# Theo van Duivenbode
Theodorus „Theo“ van Duivenbode (* 1. November 1943 in Amsterdam) ist ein ehemaliger niederländischer Fußballspieler.

## Karriere

### Verein
Van Duivenbode begann in seiner Heimatstadt Amsterdam beim Amateurverein VVA/Spartaan mit dem Fußballspielen. 1964 wechselte er zu Ajax Amsterdam. Mit Ajax wurde er 1966, 1967 und 1968 dreimal in Folge niederländischer Meister. 1967 gewann er zudem den KNVB-Pokal. 1969 stand van Duivenbode im Finale des Europapokals der Landesmeister, in dem er mit Ajax 1:4 gegen den AC Mailand unterlag.
Nach diesem Misserfolg wechselte er 1969 zum Rivalen Feyenoord Rotterdam. Mit Feyenoord gewann er in seiner ersten Saison den Pokal der Landesmeister und den Weltpokal. Es folgte eine weitere nationale Meisterschaft in der Saison 1970/71.
1973 wechselte er zum HFC Haarlem, wo er zwei Jahre später seine Profikarriere beendete.

### Nationalmannschaft
Van Duivenbode bestritt vier seiner fünf Länderspiele für die niederländische Nationalmannschaft im Rahmen der Qualifikation für die Weltmeisterschaft 1970 in Mexiko. Er debütierte am 4. September 1968 beim 2:0-Sieg gegen Luxemburg in Rotterdam.
Sein letztes Länderspiel bestritt er ebenfalls in Rotterdam am 11. Oktober 1970 beim 1:1 im Qualifikationsspiel zur Endrunde der Europameisterschaft 1972 gegen Jugoslawien.

## Erfolge
- Europapokal der Landesmeister: 1970
- Weltpokal: 1970
- Niederländischer Meister: 1966, 1966, 1968 und 1971
- Niederländischer Pokalsieger: 1967